# Краснооктябрьский мост
Краснооктя́брьский мост — автодорожный железобетонный рамный мост-теплопровод через Обводный канал в Адмиралтейском районе Санкт-Петербурга, соединяет Безымянный остров и левый берег Обводного канала.

## Расположение
Расположен в створе улицы Розенштейна.
Рядом с мостом расположено здание ДК им. А. Д. Цюрупы (архитектор Н. В. Дмитриев, 1911—1912).
Выше по течению находится Ново-Петергофский мост, ниже — Таракановский мост.
Ближайшая станция метрополитена — «Балтийская» (350 м).

## Название
Мост, существовавший на это месте, с 1914 по 1925 год назывался Лейхтенбергским, по наименованию Лейхтенбергской улицы, а та — по близлежащему заводу Максимилиана Лейхтенбергского. Существующее название мост получил в 1958 году в связи с отмечавшимся в 1957 году 50-летием Октябрьской революции.

## История

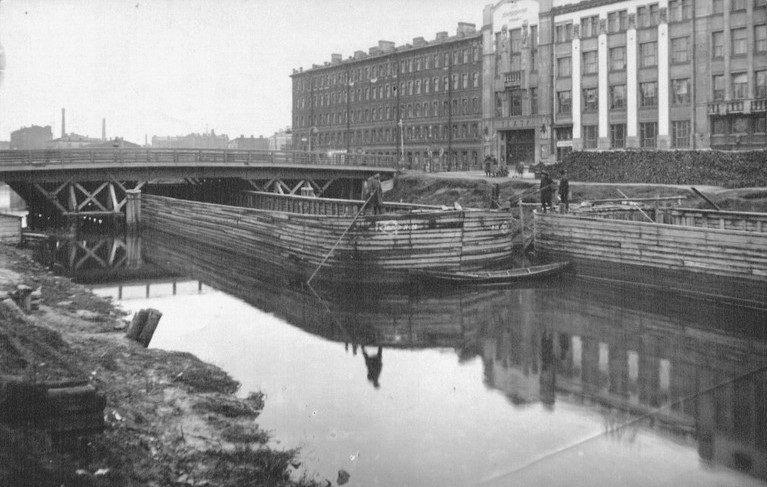
Деревянный Лейхтенбергский мост, 1926 год

Первый мост был построен на этом месте в 1908—1909 годах. Это был деревянный трапецеидально-подкосный трехпролётный мост. После 1926 года обветшавший мост был разобран.
В 1957—1958 годах, с целью разгрузки расположенного рядом Ново-Петергофского моста и переброски через Обводный канал теплофикационных труб, на том же месте был построен железобетонный мост. Первоначально здесь предполагалось соорудить пешеходный мост-теплопровод, чтобы впоследствии, во вторую очередь строительства, придать ему также транспортные функции, но при проектировании от этой мысли отказались, поскольку она создавала сложные препятствия конструктивного характера. Проект моста был разработан инженером института «Ленгипроинжпроект» инженером В. В. Блажевичем. Строительство осуществляло СУ-2 треста «Ленмостострой» под руководством инженеров Н. А. Алексеева и Б. И. Щековича.
В сентябре 2003 года мост отремонтировали: усилили опорную балку трубопровода, заменили две верхние поперечные балки, переложили плиты верхового тротуара.

## Конструкция
Мост однопролётный железобетонный, по статической схеме представляет собой двухшарнирную раму. В поперечном сечении пролётного строения установлено девять рам. Расстояние между осями главных балок – 2,0 м. Между собой по верху, рамы объединены плитой проезжей части и диафрагмами. По низу ноги рамы жёстко объединены плитой фундамента. Опирание на устои осуществляется через свинцовые шарниры. Главные балки ригеля имеют криволинейное очертание нижнего пояса за счет изменения высоты, в центре ригеля высота балок составляет 93 см, в месте соединения с ногой рамы 148 см. Основание фундамента опор свайное, из деревянных свай. Головы свай объединены бетонной плитой. Устои выдвинуты из линии набережной в русло и сопрягаются с ними плавными кривыми. Расчётный пролёт 23,48 м. Полная длина моста — 32,44 м, ширина между перилами в свету — 18,8 м (в том числе ширина проезжей части 12 м и два тротуары по 3,40 м), отверстие в свету (по верху опор) — 22 м.
Мост предназначен для движения автотранспорта и пешеходов, а также переброски теплофикационных труб. Проезжая часть моста включает в себя 3 полосы для движения автотранспорта. Покрытие проезжей части и тротуаров — асфальтобетон. Тротуары отделены от проезжей части высоким железобетонным парапетом в металлической рубашке. Перильное ограждение металлическое, художественного литья. На открылках моста установлен гранитный парапет. Устои и открылки облицованы розовым гранитом, фасадные балки окрашены. На устоях моста установлены декоративные металлические столбы, на которых закреплены фонари освещения. Декор моста аналогичен оформлению Балтийского моста. Перильное ограждение и торшеры с фонарями выполнены по проекту архитектора И. Н. Бенуа.

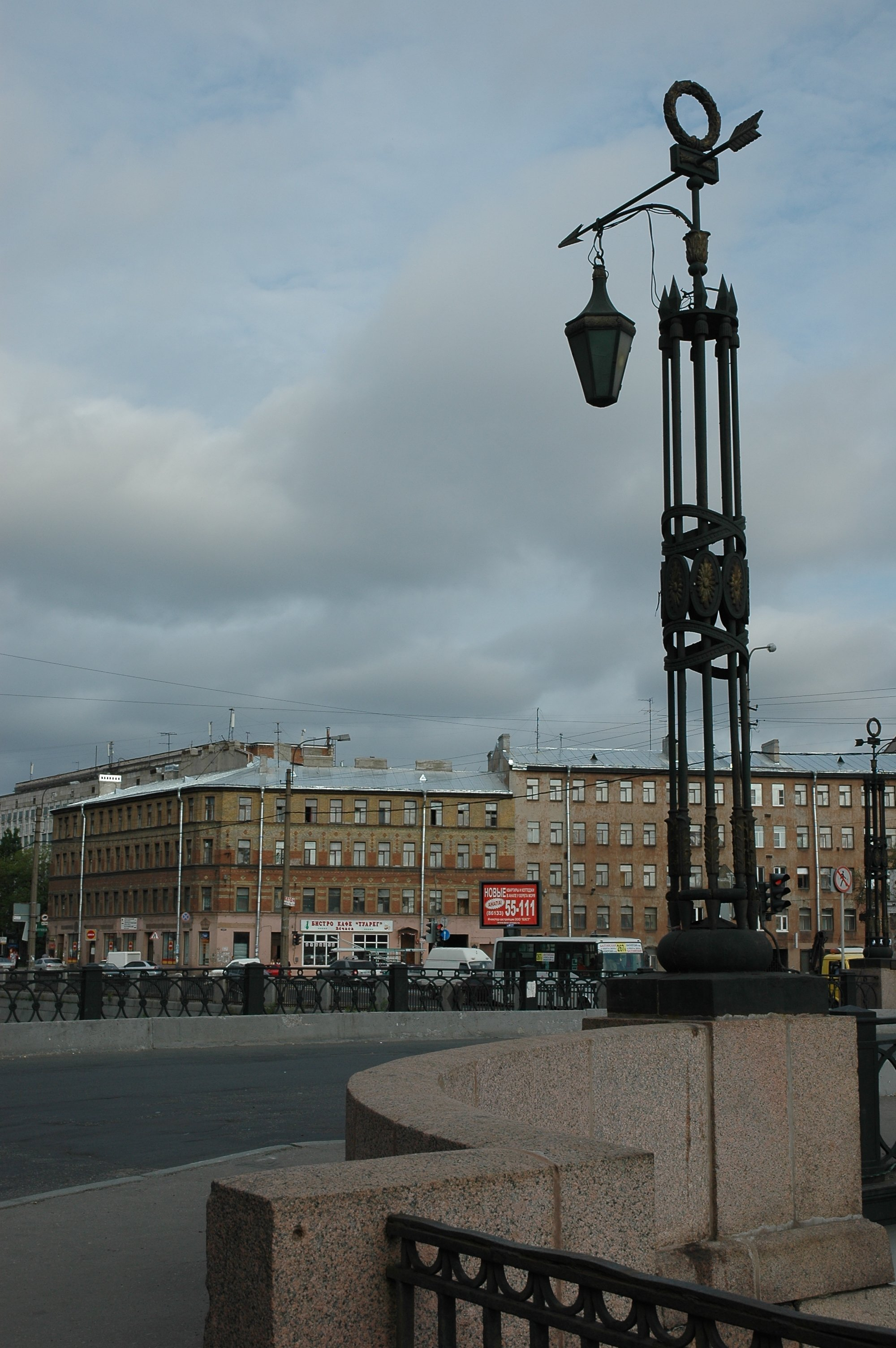
Торшер освещения